# Plomin
Plomin (olaszul: Fianona) falu Horvátországban, Isztria megyében. Közigazgatásilag Kršanhoz tartozik.

## Fekvése

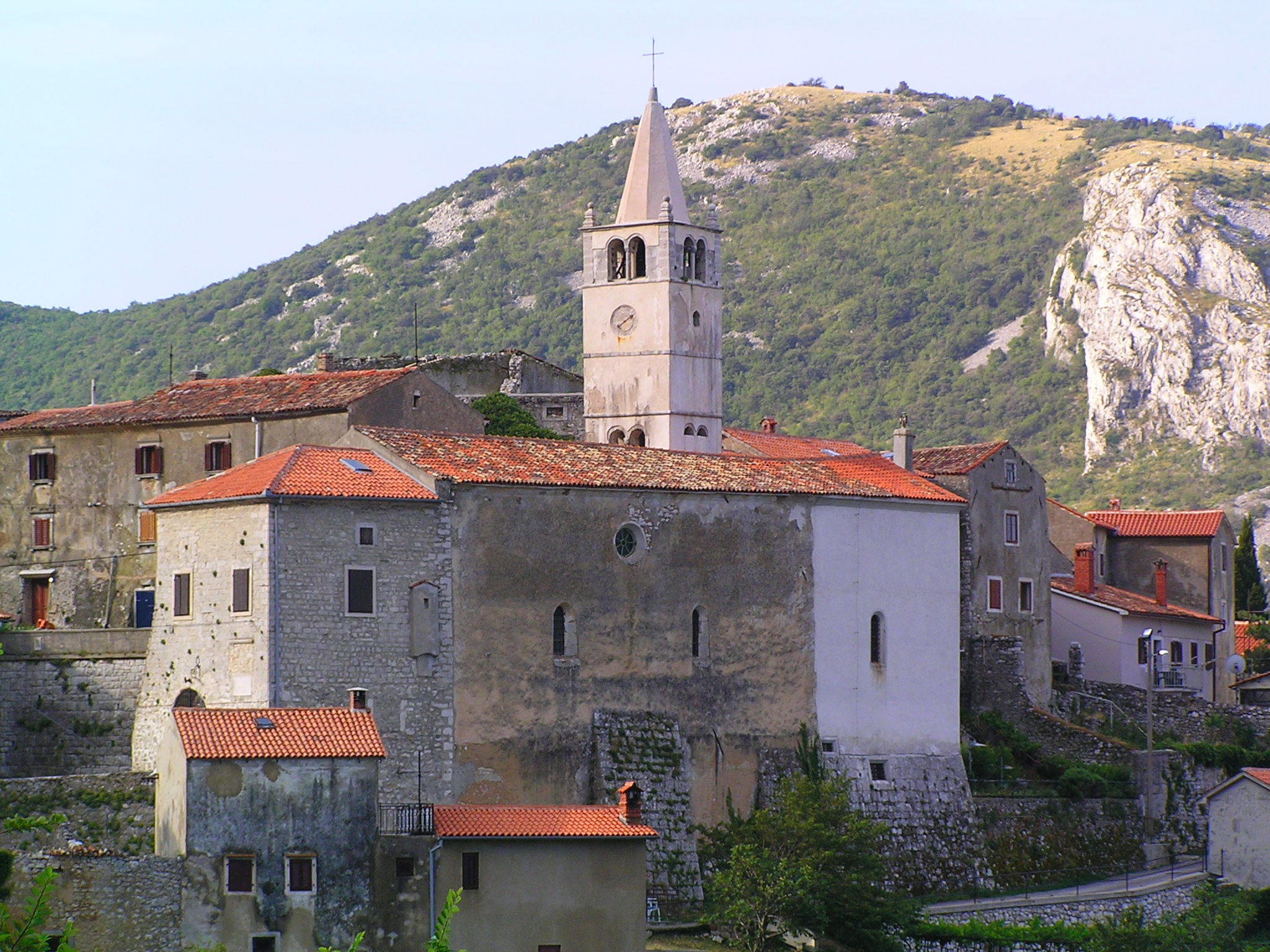
Plomin látképe

Az Isztriai-félsziget keleti részén, Labintól 12 km-re északkeletre, községközpontjától 5 km-re délkeletre, a Plomini-öböltől 500 m-re északra egy 168 méteres magaslaton fekszik. Itt halad el a Fiuméből Pólába menő 21-es számú főút.

## Története
Az élet első nyomai az i. e. 2. évezredben jelentek meg ezen a területen, amikor a mai Plomin helyén erődített település jött létre. Később a település alatt kikötő és fontos kereskedelmi csomópont létesült. 
A római uralom előtt a kelta eredetű liburnok népe lakta ezt a vidéket. A rómaiak „Flanona” néven alapították meg városukat. Idősebb Plinius lakóit „Flanates” illetve „Flamonienses Vanienses” néven említi. Flanona jelentőségét az is alátámasztja, hogy akkoriban az egész Kvarner térsége a „Sinus Flanaticus” nevet viselte. A Nyugatrómai Birodalom bukása után a keleti gótok, a longobárdok és a bizánciak uralma alá tartozott a település. Békésebb időszak következett a 788-ban kezdődött frank uralom alatt. Ebben az időben már horvátok is lakták az Isztria térségét. Bíborbanszületett Konstantin császár a 10. század közepén az Isztria keleti részét a horvát állam részeként említi. 1208-tól a település az aquileai pátriárka, majd 1420-tól a Velencei Köztársaság uralma alá tartozott. A velencei uralom idején Plomin a közeli Labin városának igazgatása alatt volt. Ebben az időszakban sokszor szenvedett károkat a támadások miatt, különösen 1599-ben, amikor uszkókok rombolták le, majd a 17. század elején az uszkók háborúk alatt. 1797-ben a Velencei Köztársaság bukása után előbb francia, majd osztrák uralom alá került. 1857-ben 1184, 1910-ben 408 lakosa volt. Lakói a második világháború végéig mezőgazdasággal, kereskedelemmel, halászattal, hajózással foglalkoztak. Ezt követően megkezdődött a kivándorlás. 
2011-ben 114 lakosa volt. Ma történeti emlékeinek és szép fekvésének köszönhetően a települést élénk turista forgalom jellemzi.

## Lakosság
| Lakosság változása | Lakosság változása | Lakosság változása | Lakosság változása | Lakosság változása | Lakosság változása | Lakosság változása | Lakosság változása | Lakosság változása | Lakosság változása | Lakosság változása | Lakosság változása | Lakosság változása | Lakosság változása | Lakosság változása | Lakosság változása |
| ------------------ | ------------------ | ------------------ | ------------------ | ------------------ | ------------------ | ------------------ | ------------------ | ------------------ | ------------------ | ------------------ | ------------------ | ------------------ | ------------------ | ------------------ | ------------------ |
| 1857               | 1869               | 1880               | 1890               | 1900               | 1910               | 1921               | 1931               | 1948               | 1953               | 1961               | 1971               | 1981               | 1991               | 2001               | 2011               |
| 1184               | 1256               | 324                | 330                | 386                | 408                | 1474               | 1556               | 298                | 129                | 179                | 125                | 114                | 137                | 124                | 114                |

## Nevezetességei
- Szent György tiszteletére szentelt temploma[4] a 11. században épült román stílusban. Egykor ez volt a település plébániatemploma, majd a helyi halászok és tengerészek temploma lett. Déli falában egy glagolita feliratos domborműves kőtöredék (az ún. plomini felirat) található beépítve. A dombormű egy pálmaágat tartó alakot ábrázol. A régi plominiak úgy tartották, hogy a templom védőszentjének Szent Györgynek az ábrázolása, valójában egy római istenségnek Silvanusnak az alakja. A templom hozzáépített részében található a Szent Miklós oltár, aki a halászok és tengerészek védőszentje és akinek a plominiak minden évben ajándékokkal adóztak. A templomnak 15 méter magas harangtornya van, egyike a három legrégibb az Isztrián fennmaradt harangtoronynak. A templomban egy 13. századi feszületet is őriznek.
- Szűz Mária tiszteletére szentelt plébániatemploma a homlokzatán látható felirat szerint 1474-ben épült. Egyhajós, késő gótikus temploma öt oltárral. A barokk korban nyugat felé bővítették. Labini és plomini nemesek, valamint a templomot felszentelő pólai püspök van eltemetve benne. Legértékesebb berendezési tárgyai egy gótikus kereszt, a kőből készített szentségtartó az 1499-es évszámmal, valamint Remete Szent Antal, a Szűzanya és Szent Rókus szobrai. A kórus reneszánsz padjai és az ún. „aranyoltár” 1641 és 1648 között készültek. Az 1990-es felújítás során Konstanzi Albert mester a Szűzanyát a kis Jézussal, Keresztelő Szent Jánost,  Szent János evangélistát, valamint Szent Kozma és Damján vértanúkat ábrázoló késő gótikus fafestménye került elő a vakolat alól.
- A plébániatemplom közelében látható a Plomin egykori fontosságát jelző 1650-ben épített régi városi loggia (városháza), mely a velencei uralom idején a városi elöljáró, a podesta székhelye volt.
- Egykor a félsziget védő várrendszerének egyik fontos erődítménye állt itt, melynek falai a 13. -14. században, illetve a 16. és 17. században épültek.  Bástyamaradványairól gyönyörű kilátás nyílik az öbölre
- A szomszédos Plomin Luka területén álló Plomin I. hőerőmű 1969-ben, a Plomin II. pedig 2000-ben létesült.

## Galéria

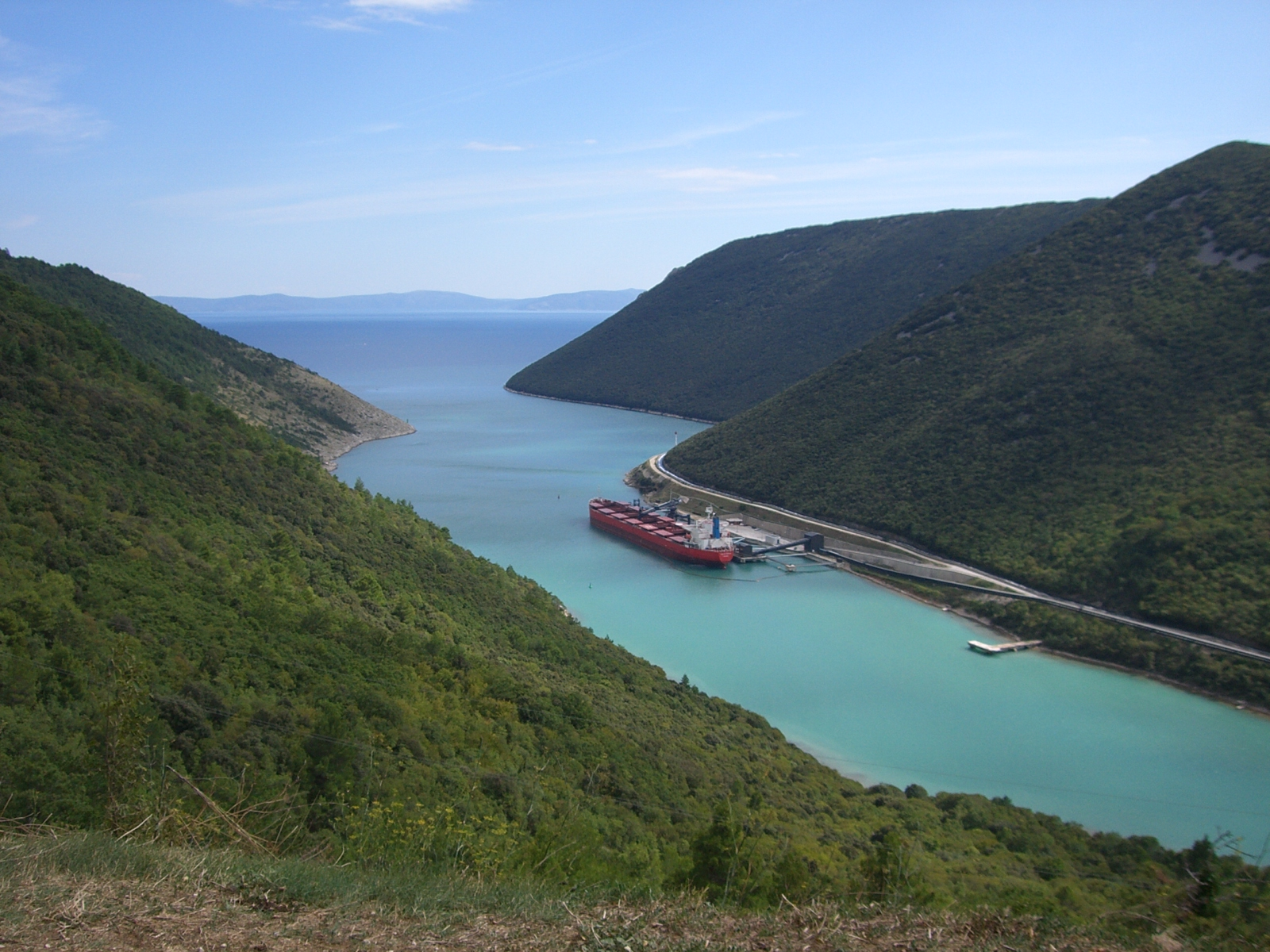
A Plomini öböl
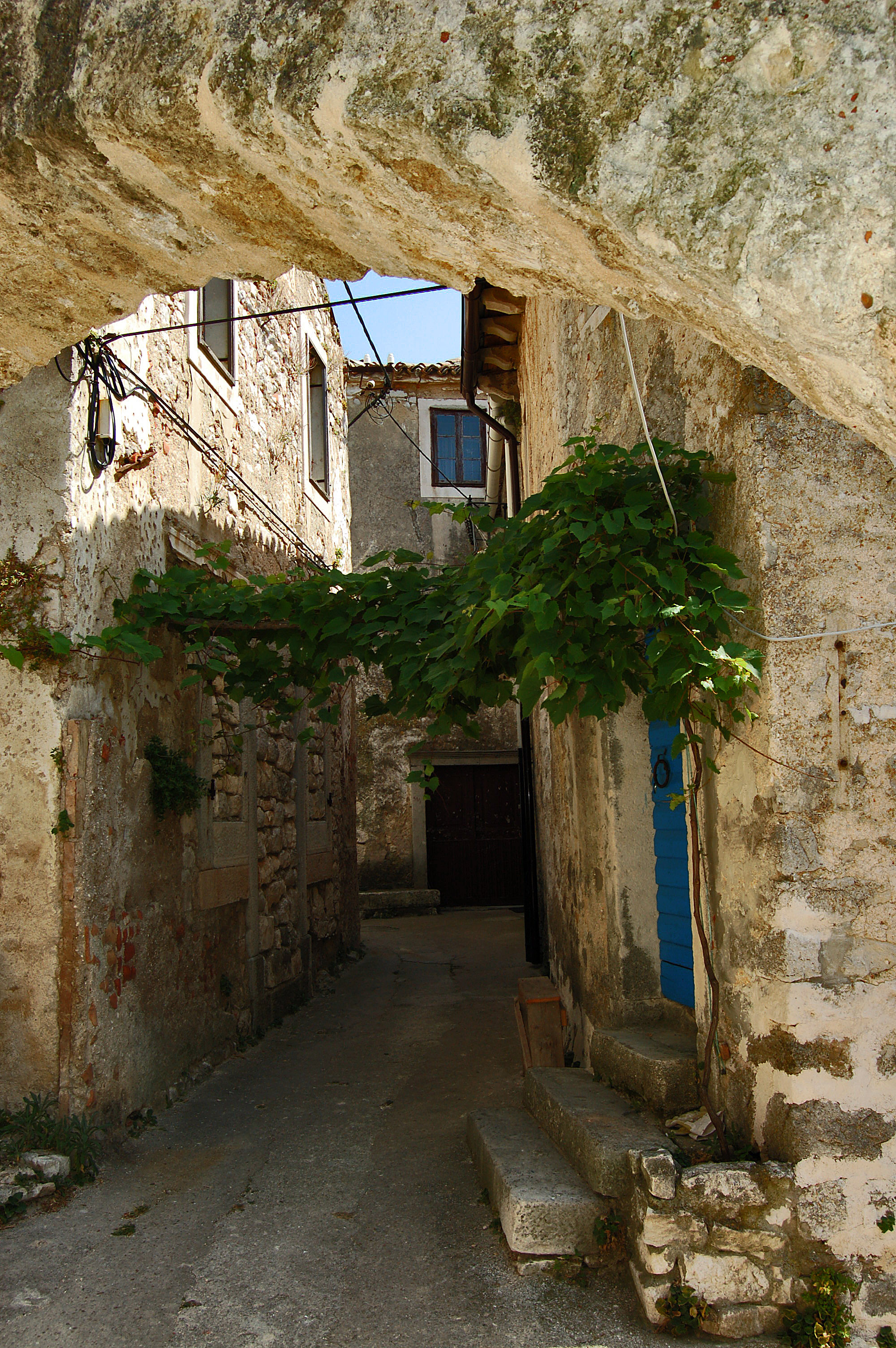
Plomin, a városkép részlete
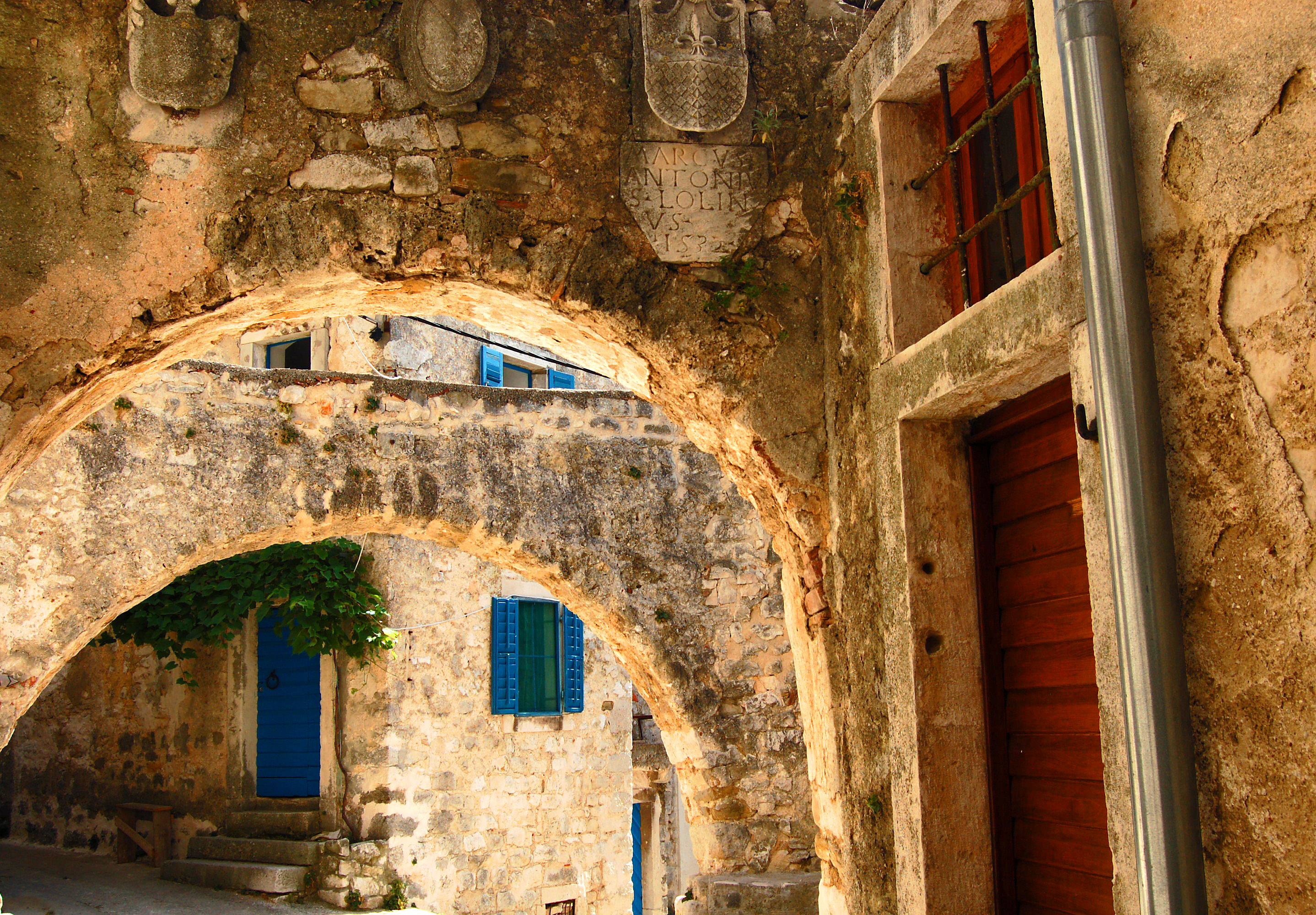
Plomin
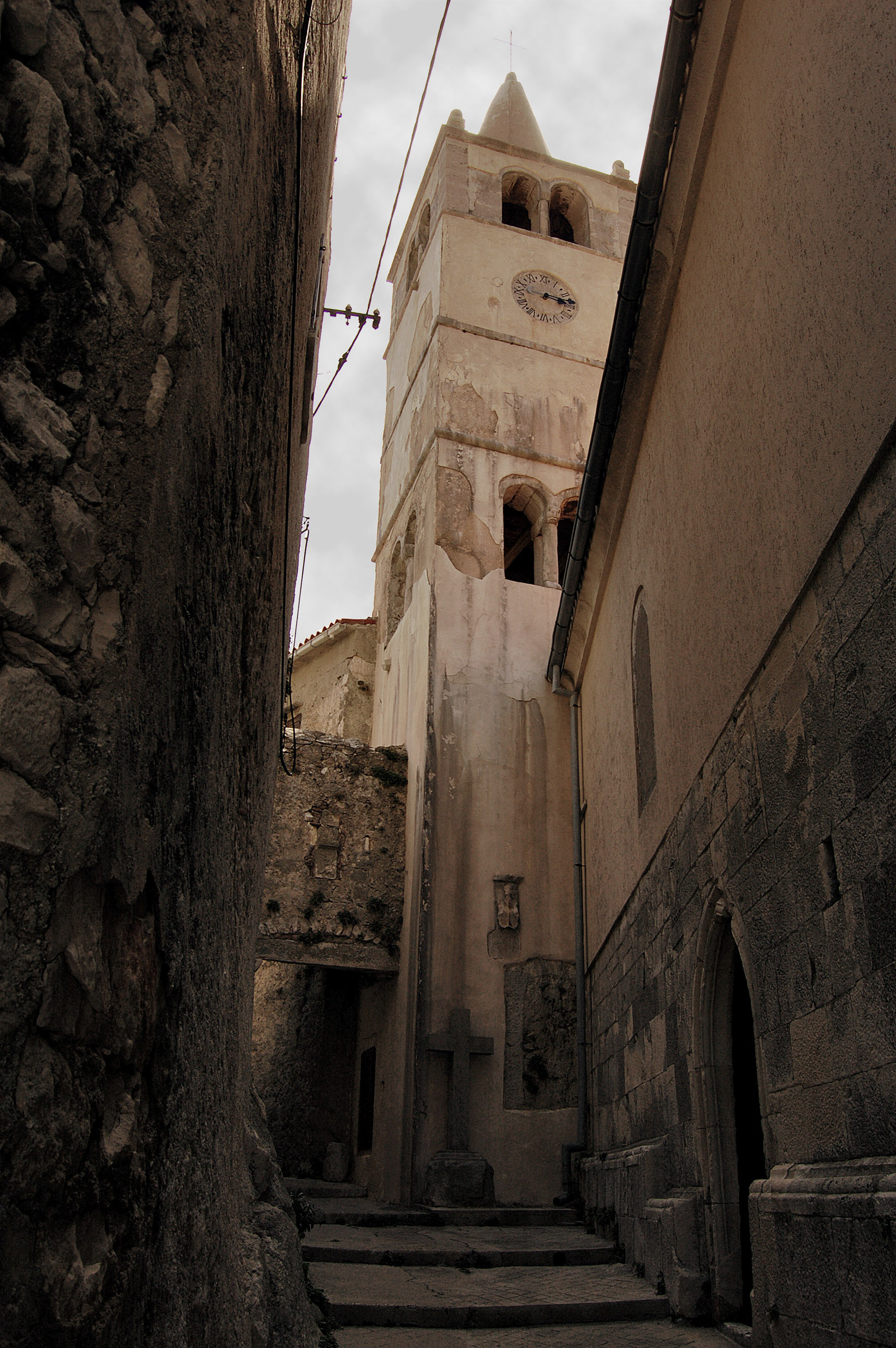
Plomin, 11-12. századi temploma